# U.S. Route 9
U.S. Route 9 (ou U.S. Highway 9) é uma autoestrada dos Estados Unidos.
Faz a ligação do Sul para o Norte. A U.S. Route 9 foi construída em 1926 e tem 521 milhas (838 km).

## Principais ligações
US 40/US 322 em Atlantic City

 Autoestrada 78 em Newark

 Autoestrada 95 em Nova Iorque

 Autoestrada 84 perto de Beacon

 Autoestrada 90 em Albany